# Aria Alexander
Aria Alexander (Houston, Texas; 25 de marzo de 1995) es una actriz pornográfica y modelo erótica estadounidense.

## Biografía
Nació en el estado de Texas, en el seno de una familia con ascendencia irlandesa y mexicana. Siendo joven se trasladó hasta Carolina del Sur, donde terminó el instituto y fue a la Universidad en Charleston. Fue en su primer año como universitaria en el que comenzó a trabajar como modelo fetichista.
Más tarde se mudó a Norfolk (Virginia), donde continuó con su carrera como modelo hasta que recibió la llamada desde California de la agencia Amateur Allure, que le sirvió de trampolín para que se fijara en ella Mark Splieger y su productora de cine X. Aria Alexander debutaría como actriz porno en 2014, a los 19 años de edad.
Desde sus comienzos, ha trabajado para estudios como Evil Angel, Zero Tolerance, New Sensations, Jules Jordan Video, Sweetheart Video, Wicked Pictures, Sweet Sinner o Kelly Madison Productions entre otros.
En 2016 estuvo nominada en los Premios AVN y XBIZ a la Mejor actriz revelación.
Ese mismo año destacaron otras dos nominaciones en los Premios AVN a la Mejor escena de sexo en grupo por Manuel Ferrara's Reverse Gangbang 3 y a la Mejor escena de sexo chico/chica por la película Make 'Em Sweat 2.
En 2017 recibió el galardón en los Premios AVN a la Mejor escena de sexo en grupo por Orgy Masters 8.
Algunos títulos de su filmografía son Ass Transit, Babysitters Taking on Black Cock, Crush On An Older Woman, Exes And Ohhhs, Girl Train 5, Platinum Pussy, Racially Motivated 6, Restraint 2 o Student Bodies 4
Retirada en 2017, llegó a rodar más de 220 películas como actriz.

## Premios y nominaciones
| Año  | Ceremonia                   | Resultado | Premio                                                | Trabajo                                 |
| ---- | --------------------------- | --------- | ----------------------------------------------------- | --------------------------------------- |
| 2016 | Premios AVN                 | Nominada  | Mejor actriz revelación                               | —                                       |
| 2016 | Premios AVN                 | Nominada  | Mejor escena de sexo en grupo                         | Manuel Ferrara's Reverse Gangbang 3     |
| 2016 | Premios AVN                 | Nominada  | Mejor escena de sexo chico/chica                      | Make 'Em Sweat 2                        |
| 2016 | Premios AVN                 | Nominada  | Premio fan: Artista debutante más caliente            | —                                       |
| 2016 | Spank Bank Awards           | Ganadora  | Best Smile                                            | —                                       |
| 2016 | Spank Bank Awards           | Nominada  | Best 'O' Face                                         | —                                       |
| 2016 | Spank Bank Awards           | Nominada  | Porn's Next Superstar                                 | —                                       |
| 2016 | Spank Bank Awards           | Nominada  | Prettiest Girl In Porn                                | —                                       |
| 2016 | Spank Bank Awards           | Nominada  | Newcummer of the Year                                 | —                                       |
| 2016 | Spank Bank Awards           | Nominada  | Born To Hand Job                                      | —                                       |
| 2016 | Spank Bank Awards           | Nominada  | Cocksucker of the Year                                | —                                       |
| 2016 | Spank Bank Awards           | Ganadora  | Most Beautiful Seductress                             | —                                       |
| 2016 | Spank Bank Awards           | Nominada  | Most Photogenic                                       | —                                       |
| 2016 | Spank Bank Awards           | Nominada  | Prettiest "Whore Mouth"                               | —                                       |
| 2016 | Spank Bank Awards           | Nominada  | Bondage Artiste of the Year                           | —                                       |
| 2016 | Spank Bank Technical Awards | Ganadora  | Domestic As Fuck                                      | —                                       |
| 2016 | Spank Bank Technical Awards | Ganadora  | Most Inventive Usage of Hairbrush Handles and Zuccini | —                                       |
| 2016 | Premios XBIZ                | Nominada  | Mejor actriz revelación                               | —                                       |
| 2017 | Premios AVN                 | Nominada  | Mejor actriz                                          | Sex Machina: A XXX Parody               |
| 2017 | Premios AVN                 | Ganadora  | Mejor escena de sexo en grupo                         | Orgy Masters 8                          |
| 2017 | Premios AVN                 | Nominada  | Mejor escena de sexo oral                             | Aria Alexander Swallows Every Last Drop |
| 2017 | Premios AVN                 | Nominada  | Premio fan: Artista femenina favorita                 | —                                       |
| 2017 | Spank Bank Awards           | Nominada  | Excellence in 'Lawn' Maintenance                      | —                                       |
| 2017 | Spank Bank Awards           | Nominada  | Most Beautiful Seductress                             | —                                       |
| 2017 | Spank Bank Awards           | Nominada  | Most Photogenic Nymphomaniac                          | —                                       |
| 2017 | Spank Bank Awards           | Ganadora  | Baroness of Licking Lady Ass                          | —                                       |
| 2017 | Spank Bank Awards           | Nominada  | Best 'Just Got Fucked' Hair                           | —                                       |
| 2017 | Spank Bank Awards           | Nominada  | Best 'Resting Bitch' Face                             | —                                       |
| 2017 | Spank Bank Awards           | Nominada  | Best Smile                                            | —                                       |
| 2017 | Premios XBIZ                | Nominada  | Mejor actriz en película parodia                      | Sex Machina: A XXX Parody               |
| 2017 | Premios XBIZ                | Nominada  | Mejor escena de sexo en película parodia              | Sex Machina: A XXX Parody               |
| 2017 | Premios XRCO                | Nominada  | Mejor actriz                                          | Sex Machina: A XXX Parody               |
| 2018 | Premios XBIZ                | Nominada  | Mejor escena de sexo en película protagonista         | Star Wars Underworld: A XXX Parody      |
| 2018 | Premios XBIZ                | Nominada  | Mejor escena de sexo en película tabú                 | Keeping It in the Family                |